# 黎虹
黎虹（1930年—）曾用名李问洋，安徽省天长县人，中国共产党官员。

## 生平
1941年到1943年，先后在安徽省来安县半塔小学、淮南联合中学学习。1944年，在淮南日报社印刷厂当工人。1945年，在天长县城区区委会工作，担任天长县儿童团团长。1946年1月加入中国共产党。1946年7月，随淮南大众剧团从新四军淮南根据地向北撤往山东省，后来又到延安，并在在延安中学十二班学习。1947年，调到中共中央机关，长期从事研究工作。1955年到1959年，在国际关系学院学习。1959年至1984年，任胡乔木的秘书。1960年到1964年，多次随刘少奇、周恩来出访亚非国家。1964年之后，历任中共中央机关调研处副处长，中国科学院处长、政策研究室副主任，中共中央书记处研究室科技副组长，中共中央文献研究室室务委员。1984年起，出任中共中央顾问委员会副秘书长。1993年至2004年，任中国国际友谊促进会常务副理事长。他是第八、九届全国政协委员。